# Enicospilus oxyurus
Enicospilus oxyurus är en stekelart som beskrevs av Ian D. Gauld och Mitchell 1981. Enicospilus oxyurus ingår i släktet Enicospilus och familjen brokparasitsteklar. Inga underarter finns listade i Catalogue of Life.